# Prioneris thestylis
Prioneris thestylis är en fjärilsart som först beskrevs av Doubleday 1842.  Prioneris thestylis ingår i släktet Prioneris och familjen vitfjärilar. Inga underarter finns listade i Catalogue of Life.

Spotted Sawtooth found in Buxa Tiger Reserve, West Bengal,India

## Bildgalleri

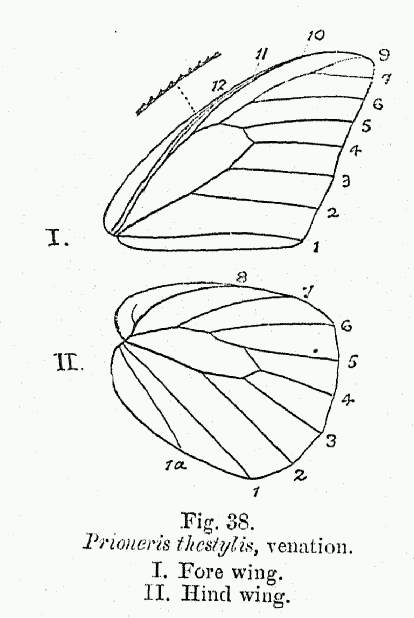
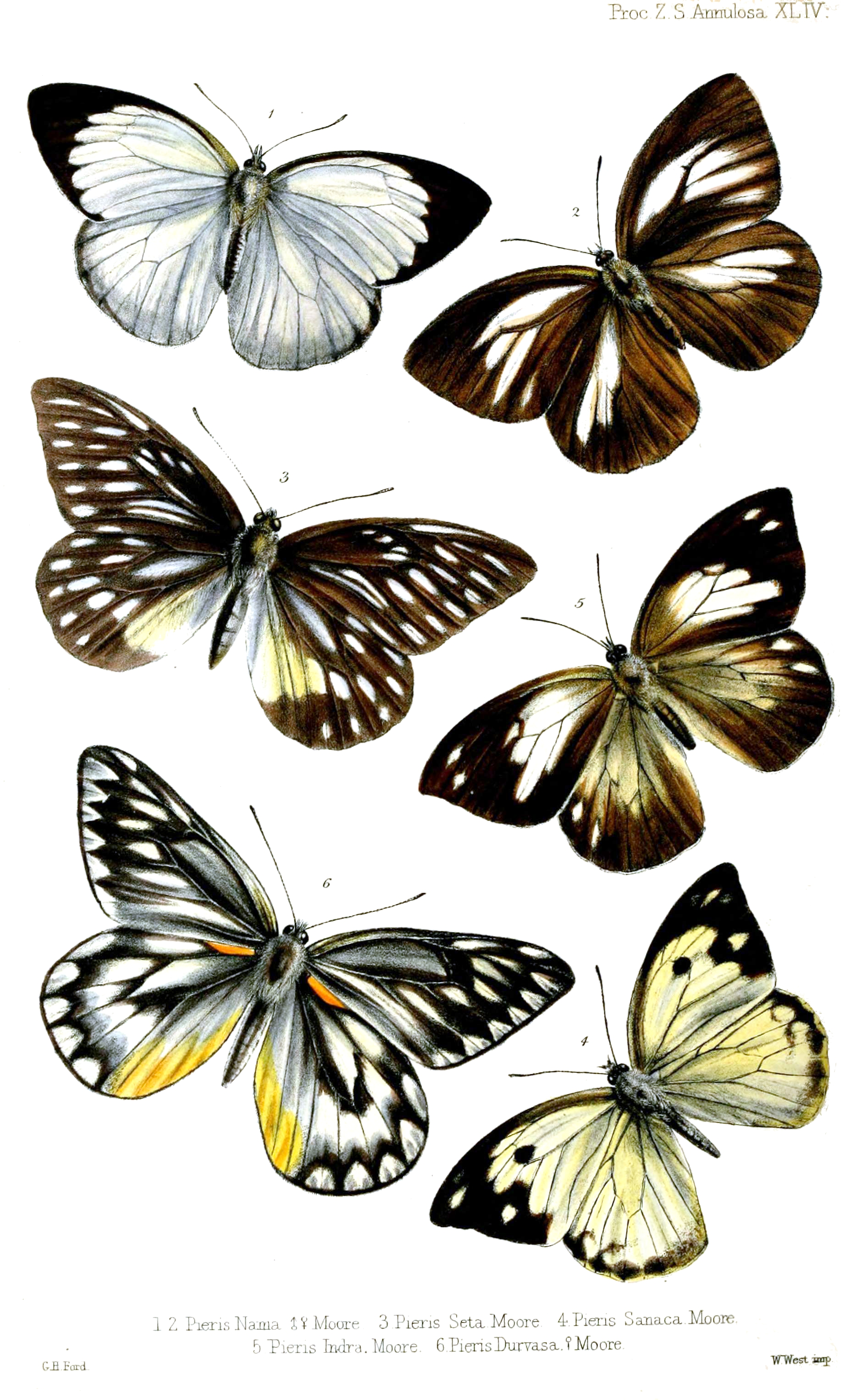
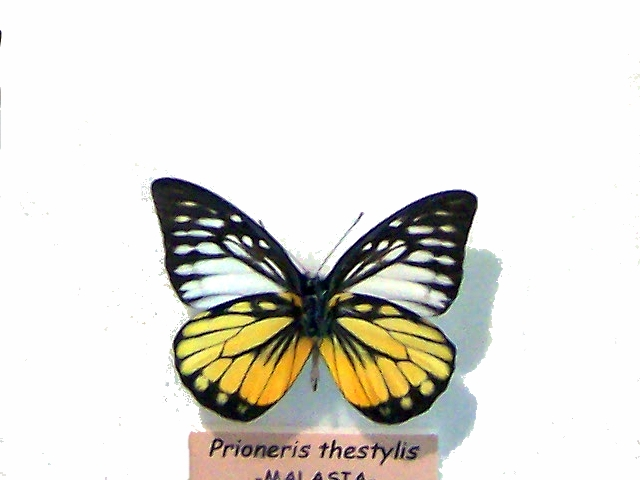
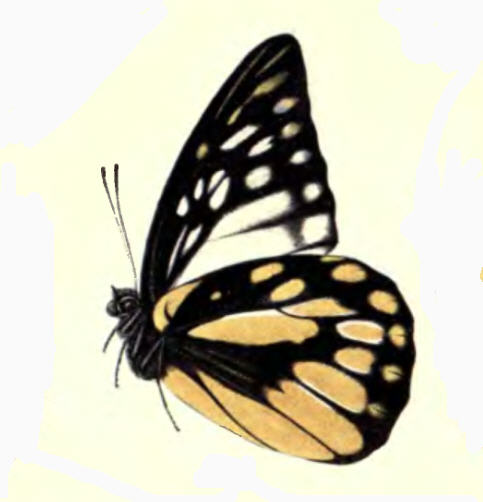
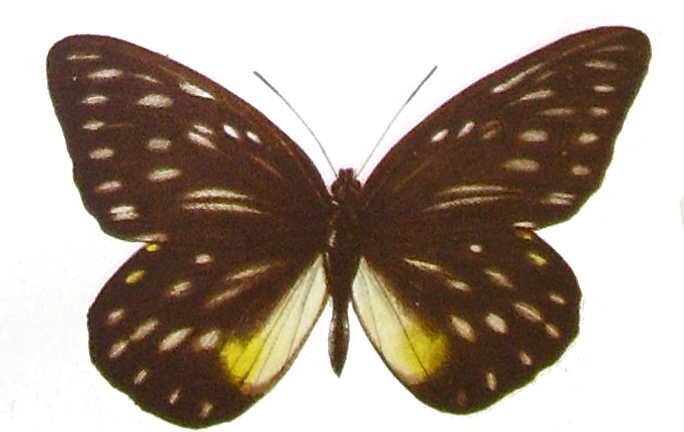
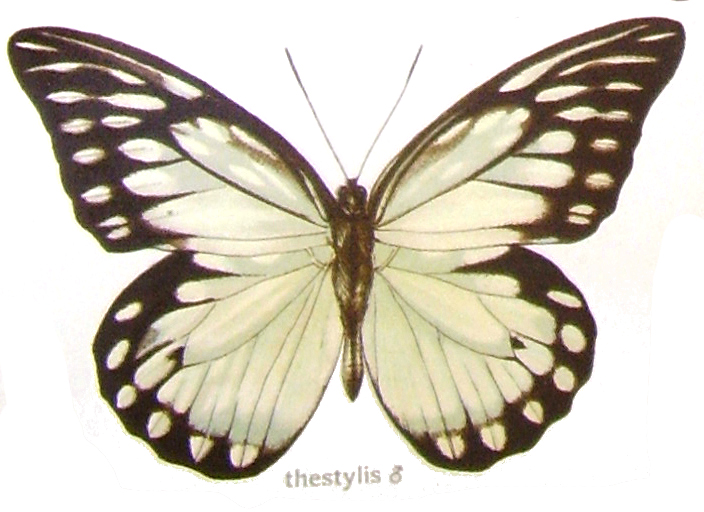